# Sépeaux-Saint Romain
Sépeaux-Saint Romain é uma comuna francesa na região administrativa da Borgonha-Franco-Condado, no departamento de Yonne. Estende-se por uma área de 30.27 km². Em 2010 a comuna tinha 553 habitantes (densidade: 18,3 hab./km²).
Foi criada em 1 de janeiro de 2016, a partir da fusão das antigas comunas de Sépeaux e Saint-Romain-le-Preux.